# Louis Kriesberg
Louis Kriesberg (* 30. Juli 1926) ist ein US-amerikanischer Soziologe und emeritierter Professor der Syracuse University. Der 1953 an der University of Chicago zum Ph.D. promovierte Kriesberg amtierte 1983/84 als Präsident der Society for the Study of Social Problems.

## Schriften (Auswahl)
- Social inequality. Prentice-Hall, Englewood Cliffs 1979, ISBN 0138158606.
- Social conflicts. 2. Auflage, Prentice-Hall, Englewood Cliffs 1982, ISBN 0138155895.
- International conflict resolution. The U.S.-USSR and Middle East cases. New Haven Yale University Press, New Haven 1992, ISBN 0300051751.
- Mothers in poverty. A study of fatherless families. Transaction Publishers, New Brunswick 2006, ISBN 978-0-202-30870-8.
- Realizing peace. A constructive conflict approach. Oxford University Press, Oxford/New York 2015, ISBN 978-0-190-22866-8.
- Fighting better. Constructive conflicts in America. Oxford University Press, New York 2023, ISBN 978-0-197-67480-2.
- Mit Bruce Dayton (Hrsg.): Perspectives in Waging Conflicts Constructively, Rowman & Littlefield, Lanham 2017.
- Mit Bruce W. Dayton: Constructive conflicts. From emergence to transformation. 6. Auflage, Rowman & Littlefield, Lanham 2022, ISBN 978-1-538-16101-2.